# Xpertya
Xpertya es un proyecto de software libre, consistente en un ERP y CRM en español de código abierto. Inicialmente desarrollado bajo el nombre Xpertya, SOLUCIÓN EMPRESARIAL GLOBAL DE ERP, CRM, EDI, OLAP y COMERCIO ELECTRÓNICO 
Este proyecto I+D+I fue seleccionado por el gobierno del Principado de Asturias en el marco del Plan de Investigación, Desarrollo Tecnológico e Innovación I+D+I 2001-2004.
EL proyecto inicial desemboca en julio del 2005 en el más ambicioso proyecto openXpertya, también de código abierto y con mayores funcionalidades.